# Лора Берґ
Лора Берґ  (англ. Laura Berg, 6 січня 1975) — американська софтболістка, олімпійська чемпіонка.

## Виступи на Олімпіадах
| Олімпіада    | Дисципліна | Місце |
| ------------ | ---------- | ----- |
| Атланта 1996 | софтбол    | 1     |
| Сідней 2000  | софтбол    | 1     |
| Афіни 2004   | софтбол    | 1     |
| Пекін 2008   | софтбол    | 2     |